# Esterházy László (kamarás, 1857–1942)
Galántai id. gróf Esterházy László Pál Henrik (Sárosd, 1857. június 22. – Budapest, 1942. október 3.) császári és királyi kamarás, a magyar főrendiház örökös tagja.

## Életpályája
Középiskoláit Székesfehérváron végezte el. Budapesten jogot hallgatott, aztán a magyaróvári gazdasági akadémián tanult. Tanulmányai után külföldi tanulmányutat tett; bejárta Európa nagy részét. Miután hazajött a sárosdi birtokán gazdálkodott. 1882-től császári és királyi kamarás volt. 1893-tól a főrendiház tagja volt, de nagy politikai szerepet nem vállalt. A felsőháznak az örökös jogú főrendek választottjaként tagja volt.

## Családja
Szülei: Esterházy László (1810–1891) katonatiszt és Orczy Erzsébet (1822–1903) voltak. 1888. január 31-én, Gyömrőn, házasságot kötött Teleki Katalinnal (1869–1948). Három gyermekük született: Esterházy László (1891–1966) császári és királyi kamarás, a magyar főrendiház örökös tagja; Esterházy Erzsébet Jozefine (1888–1977) és Esterházy Mária Anna (1894–1980). Három testvére volt: Esterházy Béla József (1854–1919), Esterházy Alice (1850–1882) és Esterházy Mária Johanna (1856–1940).